# Kurfi
Kurfi è una città della Repubblica Federale della Nigeria appartenente allo stato di Katsina. È il capoluogo dell'omonima area a governo locale (local government area) che conta una popolazione di 117.581 abitanti.